# Islands (album de Mike Oldfield)
Cet article concerne l'album de Mike Oldfield. Pour l'album de King Crimson, voir Islands.
Pour les articles homonymes, voir Islands.
Albums de Mike Oldfield
The Killing Fields
(1984) Earth Moving
(1989)
Islands est le dixième album studio du musicien britannique Mike Oldfield, sorti le 7 septembre 1987.

## Pistes de l'album

### Version européenne
| No | Titre                                      | Durée |
| -- | ------------------------------------------ | ----- |
| 1. | The Wind Chimes (instrumental)             | 21:49 |
| 2. | Islands (Bonnie Tyler)                     | 4:19  |
| 3. | Flying Start (Kevin Ayers)                 | 3:36  |
| 4. | North Point (Anita Hegerland)              | 3:33  |
| 5. | Magic Touch (Jim Price)                    | 4:14  |
| 6. | The Time Has Come (Anita Hegerland)        | 3:51  |
| 7. | When the Night's on Fire (Anita Hegerland) | 6:39  |

### Version américaine
| No | Titre                                   | Durée |
| -- | --------------------------------------- | ----- |
| 1. | The Wind Chimes (part 1) (instrumental) | 2:33  |
| 2. | The Wind Chimes (part 2) (instrumental) | 19:14 |
| 3. | Magic Touch (Max Bacon)                 | 4:14  |
| 4. | The Time Has Come (Anita Hegerland)     | 3:51  |
| 5. | North Point (Anita Hegerland)           | 3:33  |
| 6. | Flying Start (Kevin Ayers)              | 4:14  |
| 7. | Islands (Bonnie Tyler)                  | 4:19  |